# Doli Akhter
Doli Akhter (bengalisch ডলি আক্তার; * 15. Januar 1986) ist eine ehemalige bangladeschische Schwimmerin. Sie trat bei den Olympischen Sommerspielen 2000 in Sydney, 2004 in Athen und 2008 in Peking an.

## Sport
In den Olympischen Spielen trat sie jeweils mit einer Wildcard an. In den Wettbewerben über 100 m Brust im Jahr 2000, über 50 m Freistil im Jahr 2004 sowie nochmals über 50 m Freistil im Jahr 2008 schied sie jeweils in den Vorläufen aus. In Sydney 2000 war sie disqualifiziert worden.
Akhter trat auch zwischen 1999 und 2010 mehrfach bei den Südasienspielen an (Kathmandu 1999, Islamabad 2004, Colombo 2006, Dhaka 2010). Sie gewann eine Silbermedaille über 200 m Brust und Bronzemedaillen über 50 m, 100 m und 200 m Brust.
Bei den Schwimmweltmeisterschaften 2009 in Rom war sie die einzige Athletin aus Bangladesch.